# Мельников, Фёдор Васильевич
Фёдор Васи́льевич Ме́льников (рус. дореф. Ѳедоръ Васильевичъ Мельниковъ; XVIII век) — русский военный, прадед Павла Ивановича Мельникова-Печерского.

## Биография
Происходил из небогатого и незнатного дворянского рода Мельниковых. Жил в первой половине XVIII века. Служил в рейтарских полка́х иноземного строя, не имел офицерского чина. Промотал наследственное состояние. Отец Ивана Фёдоровича Мельникова, прадед писателя Павла Ивановича Мельникова-Печерского.